# Малинин, Юрий Алексеевич
Юрий Алексеевич Малинин (4 июля 1939 — 24 марта 2000) — оперный певец и эстрадный певец.

## Биография
Юрий Алексеевич Малинин родился 4 июля 1939 года в Карелии в семье лесника. Отец карел, мать русская.
В 1957 г. окончил Московский областной политехникум. По направлению работал в г. Томске.
В 1964 г. переехал в Новокуйбышевск, работал на заводе синтетического спирта инженером пусконаладочного оборудования.
В 1971 г. переехал на место жительства в г. Макеевку и поступил на работу в ЯКХЗ где работал в должности старшего мастера цеха сероочистки
Во время учёбы был солистом Московской областной народной филармонии.
В 1957 г. стал Лауреатом республиканского смотра. В дальнейшем был Лауреатом Всесоюзного смотра «Алло, мы ищем таланты!», лауреатом конкурса «Донецкие самоцветы»,
лауреат всесоюзного конкурса патриотической песни. Имеет за этот конкурс грамоту Большого театра СССР
Юрий Алексеевич Малинин умер 24 марта 2000 году на 61-м году жизни.

## Награды
Лауреат международных конкурсов.
- Заслуженный работник культуры УССР (1983).
- «Почетный гражданин города Макеевки» (решение городского Совета от 30.06.99 № 7/23).